# Бранденбург, Николай Ефимович
Николай Ефимович Бранденбу́рг (8 (20) августа 1839, Санкт-Петербург — 31 августа (13 сентября) 1903, там же) — русский археолог и военный историк, музейный работник, генерал-лейтенант артиллерии (1896). Участник русско-турецкой войны 1877—1878. Член Императорского Русского археологического общества.

## Биография
Родился 8(20) августа 1839 года в Санкт-Петербурге.
Окончив 5-ю Санкт-Петербургскую гимназию, 30 июня 1857 года поступил в Константиновский кадетский корпус. Знания его оказались столь основательны, что его зачислили сразу в 3-й выпускной класс. Незаурядные способности, подкрёпленные большим трудолюбием, сразу поставили кадета Бранденбурга в число лучших воспитанников. 22 мая 1858 года ему выдали свидетельство «За отличные успехи в науках и постоянное прилежание» и наградили сочинениями Лермонтова в двух томах. Неделю спустя был произведён в унтер-офицеры.

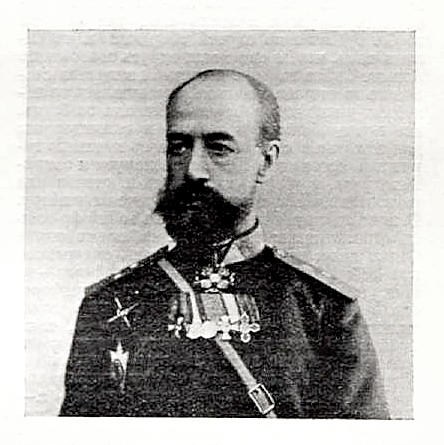
Рисунок из статьи «Бранденбург»
(«Военная энциклопедия Сытина»)

По окончании курса наук 30 июня 1858 года был выпущен поручиком в Кексгольмский гренадерский полк с занесением в книгу отличных воспитанников.
Через два года после выпуска был переведён по собственной просьбе в 21-ю артиллерийскую бригаду, а ещё через год — во 2-ю лейб-гвардии артиллерийскую бригаду. В этом же году, продолжая службу, поступил вольным слушателем в Императорский Санкт-Петербургский университет на факультет востоковедения.
В 1863 году становится командиром 4-й батарейной роты лейб-гвардии 2-й артиллерийской бригады.
В 1866 году удостаивается своей первой награды — ордена святого Станислава 3-й степени.
Назначенный заведующим Артиллерийским историческим музеем в Петербурге (1872), Бранденбург занимал эту должность до самой смерти. Составленный им каталог музея явился попыткой научной разработки истории русской артиллерии.
В 1886 году произведён в генерал-майоры. В 1893 году награждён бухарским орденом Восходящей звезды 1-й степени.
В 1902 году, в связи с подготовкой к 100-летию Отечественной войны 1812 года, был поднят вопрос о создании музея, который включал бы в себя памятники всех войн, что вела Россия. С целью изучения опыта работы военно-исторических музеев за рубежом Николай Бранденбург командирован в поездку по городам Европы. За три месяца он объехал 14 городов и изучил работу 20 музеев, работая в напряжённом ритме.
Эта работа подорвала его здоровье. После приступа в Испании, Н. Е. Бранденбурга привезли на родину в тяжелом состоянии, и 31 августа 1903 года он скончался. Похоронен в Петербурге на Никольском кладбище Александро-Невской лавры

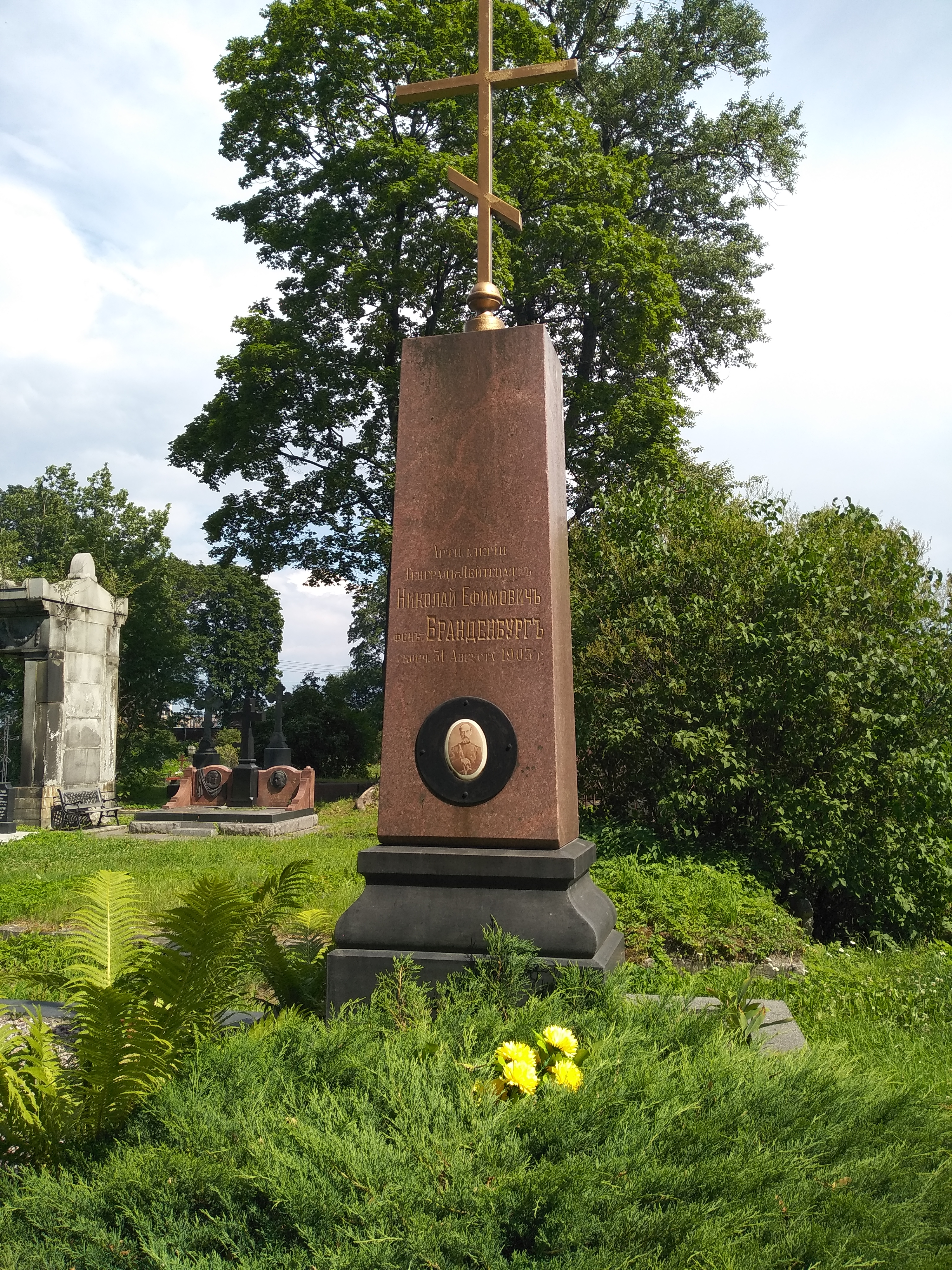
Могила Бранденбурга на Никольском кладбище Александро-Невской лавры Санкт-Петербурга.

## Научная деятельность
Исходя в своих изысканиях из военно-археологического материала, Бранденбург в конце 1870-х годов занялся и вопросами общей археологи. Первой обширной работой его в этом направлении было изучение курганов Петербургской и Новгородской губерний, расположенных по рекам Волхову, Паше, Сяси и Воронеге. 179 раскопанных погребальных насыпей, обнаруживших финскую культуру X—XII веков, дали ему материал для исследования «Курганы Южного Приладожья». Следующей крупной работой Бранденбурга были раскопки и изучение развалин Старо-Ладожской крепости. Результатом их явился труд «Старая Ладога». В 1889—1892 годах им были обследованы места сражений при Ведроше, Мстиславле, Раковоре, Калке, на реках Пищали и Каяле. Раскопкам кочевнических курганов посвящены были последние годы жизни Бранденбурга. Из этих раскопок привезено в артиллерийский музей единственное до сих пор в музеях погребение кочевника с конём. Вещи из раскопок Бранденбурга хранятся в музеях артиллерийском, историческом в Москве и киевском археологическом. Изучение Бранденбургом славянских курганов Петербургской и Новгородской губерний, а также скифских и кочевнических на Юге России имело большое значение для русской археологии.

## Сочинения
- «Приказ артиллерии» 1701—1729 (СПб.., 1876);
- «Род князей Мосальских: (XIV—XIX)» — СПб.: тип. Артиллерийского журнала Фурштатская, 1892. — 642 с.
- «Исторический каталог Артиллерийского музея» (СПб., 1877—1883);
- «Курганы Южного Приладожья» (в «Материалах по археологии России» № 18, СПб., 1895);
- «Старая Ладога» (СПб., 1896);
- «Путеводитель по Артиллерийскому музею» ч. I. Отдел доисторический (СПб., 1902);
- «К вопросу о каменных бабах» — в «Трудах VIII археологического съезда», т. III;
- «Журнал раскопок Н. Е. Б.», 1888—1902 годы (СПб., 1908).